# Ревич, Всеволод Александрович
Все́волод Алекса́ндрович Ре́вич (1929—1997) — советский и российский литературный и кинокритик, прозаик, журналист, редактор. Член Союза журналистов и Союза кинематографистов СССР.

## Биография
Родился 28 февраля 1929 года в Горьком. С трёх лет жил в Москве, где его отец Александр Иосифович Ревич (1894—1958) работал главным механиком завода «Кожемит».
В 1953 году окончил филологический факультет МГУ. Работал учителем в средней школе, штатным сотрудником редакции «Литературной газеты». В 1960 году вступил в КПСС.
В 1966–1972 годах – ответственный секретарь и член редколлегии журнала «Советский экран». С 1976 года – главный редактор Всесоюзного бюро пропаганды киноискусства, а с 1987 года образованного на его базе Всесоюзного творческо-производственного объединения «Киноцентр».
Выступал в печати как критик с 1954 года. Автор ряда статей и книг по вопросам литературной фантастики и детективного жанра в кино. Поддерживал творчество братьев Стругацких, Кира Булычёва и др. Вернул Александра Богданова читателю позднесоветского периода. Был составителем нескольких сборников и антологий редких или полузабытых произведений таких авторов, как Герберт Уэллс, Артур Конан-Дойл, Луи Жаколио, Луи Буссенар и других. Ему принадлежит авторство термина «нуль-литература», описывающего литературные (фантастические) произведения низкого качества.
В 1960 году выпустил свой первый сборник рассказов «Цветы и бетон». Его собственное литературное творчество в области фантастики ограничивается тремя рассказами – «Tet-a-tete» (1964), «Сенсация» (1965) и «Штурмовая неделя» (1965).
Занимался туризмом и альпинизмом. Участвовал в сложных походах по Памиру, а также в походах и восхождениях на Кавказе. Увлекался фотографией, его работы публиковались в журналах и газетах.
Умер 18 февраля 1997 года в Москве. Похоронен на Миусском кладбище.
В 1998 году при поддержке Кира Булычева вышла его книга «Перекрёсток утопий», в которой описана история российской и советской фантастики XX века. На сегодняшний день это наиболее масштабный труд о российской фантастике. Книга удостоена АБС-премии 1999 года в разделе «Литературная критика и публицистика».

### Семья
- Жена – Татьяна Петровна Чеховская (1930—1994), сотрудник журнала «Знание — сила».
  - Сын – Юрий Всеволодович Ревич (р. 1953), журналист, химик и программист.
  - Сын – Андрей Всеволодович Ревич (р. 1965)[источник не указан 4691 день].